# Żółty olbrzym
Żółty olbrzym – gwiazda należąca do typu widmowego G i III klasy jasności o temperaturze powierzchni ok. 5-6 tysięcy stopni Celsjusza. Jest krótkotrwałym etapem ewolucji gwiazdy cięższej od Słońca. Na diagramie Hertzsprunga-Russella znajdują się na lewo od czerwonych olbrzymów. Większość żółtych olbrzymów jest gwiazdami zmiennymi pulsującymi o okresach rzędu kilku dni lub tygodni.
Najbliższymi żółtymi olbrzymami są oba składniki układu podwójnego Kapella w gwiazdozbiorze Woźnicy.